# BMW R1300 GS
La BMW R1300 GS è una motocicletta prodotta dalla casa motociclistica tedesca BMW a partire dalla fine di settembre 2023.

## Profilo e contesto
Il modello R1300 GS è totalmente differente rispetto alla R1250 GS.
Come tutti i modelli della serie R, è alimentato da un motore boxer e viene assemblata presso lo stabilimento BMW di Berlino a Spandau. La moto è stata presentata in un evento riservato alla stampa specializzata il 28 settembre 2023. La 1300 è la sesta generazione della serie GS con motore boxer, che viene costruita a partire dal 1980.

## Tecnica
La 1300 "GS" (abbreviazione di Gelände Strasse, ovvero Fuoristrada/Strada) è frutto di un progetto totalmente inedito rispetto alla precedente dal quale si differenzia, oltre per l'accresciuta cubatura a 1300 cm³ con numerose modifiche al motore bialbero con 4 valvole per cilindro, che portano la potenza a 145 cavalli (107 kW) a 7750 giri/min e 149 Nm a 6500 giri/min.
Oltre il motore, anche la trasmissione è nuova ed è stata riposizionata sotto al propulsore, così come il telaio, che ora è di tipo misto a pressofusione in alluminio nella parte posteriore mentre sopra al motore (che funge da struttura portante) c’è uno scatolato in acciaio. Entrambe le modifiche hanno contribuito a ridurre il peso di 12 kg rispetto al modello precedente, con una massa che su attesta a 237 kg. 
Inoltre esteticamente vengono eliminato i fari asimmetrici delle generazioni precedenti, per far posto ad un nuovo faro a LED singolo con trama "ad X".